# 1915 en littérature
| Années de la littérature : 1912 - 1913 - 1914 - 1915 - 1916 - 1917 - 1918    |
| Décennies de la littérature : 1880 - 1890 - 1900 - 1910 - 1920 - 1930 - 1940 |

## Événements
- L’abbé Lionel Groulx commence son enseignement de l’histoire du Canada. Il sera l’un des premiers à décrire ouvertement la Conquête comme un désastre pour le peuple français d’Amérique. Il contribuera à l’émergence d’un mouvement d’éveil national au Québec.

- 27 mai : Revue antiboche de Celval et Charley.

- En France, mobilisation de la presse contre la censure politique instituée le 5 août 1914. Pétition dans le Figaro (24 août).
- Août : Le Crapouillot, revue fondée par le caporal Jean Galtier-Boissière dans une tranchée de l’Artois.
- 10 septembre : Le Canard enchaîné, hebdo satirique fondé par Maurice et Jeanne Maréchal.
- 13 novembre : The Rainbow, roman de D. H. Lawrence paru la même année, est condamné pour obscénité devant le tribunal de première instance de Bow Street ; les 1 011 exemplaires sont été saisis et brûlés[1],[2].

## Essais
- Jean Colin, Les grandes batailles de l'histoire, Libr. Ernest Flammarion

## Romans
- 26 mars : La Traversée des apparences (The Voyage Out), premier roman de Virginia Woolf.
- 12 août : Servitude humaine (Of Human Bondage), de Somerset Maugham.
- Novembre : La Métamorphose, de Franz Kafka.
- Le Golem de Gustav Meyrink
- Le Monsieur de San Francisco d'Ivan Bounine.
- Parmi les gens de Maxime Gorki.
- Knulp de Hermann Hesse.

## Poésie
- 27 mai : La Belgique sanglante, d’Emile Verhaeren.
- Juin : Pour la douce France, de Gabriele D'Annunzio.
- Le Nuage en pantalons de Maïakovski.

## Théâtre
- 8 avril : La Jalousie, pièce de Sacha Guitry.

## Récompenses
- Romain Rolland, Prix Nobel de littérature pour son œuvre majeure Jean-Christophe.

## Principales naissances
- 30 janvier : Vassili Ajaïev, écrivain soviétique de langue russe († 27 avril 1968),
- 18 mars : Jean Anglade, écrivain français († 22 novembre 2017),
- 29 avril : René Berger, écrivain, philosophe et historien de l'art suisse († 29 janvier 2009),
- 24 juin : Fred Hoyle, cosmologiste, astronome et auteur britannique de science-fiction († 20 août 2001),
- 24 août : James Tiptree, Jr, autrice américaine de science-fiction († 19 mai 1987),
- 12 novembre : Roland Barthes, essayiste et critique français († 26 mars 1980),
- 15 novembre : Raymond F. Jones, auteur américain de science-fiction († 24 janvier 1994),
- 29 décembre : Charles L. Harness, auteur américain de science-fiction († 20 septembre 2005).

## Principaux décès
- 4 avril : Louis Pergaud sur le front de la Meuse (° 1882).
- 5 juillet : Aurelio Tolentino, dramaturge, poète, journaliste et révolutionnaire philippin (+ 15 octobre 1869).
- 1er décembre : Stuart Fitzrandolph Merrill, poète symboliste américain d'expression française (° 1863).